# Victor Arrey Nkongho Mengot
Victor Arrey Nkongho Mengot (né le 20 août 1958 à Mbinjong) est un homme politique camerounais, il est Ministre Chargé de Mission à la Présidence de la République du Cameroun depuis le 22 septembre 2006.

## Biographie

### Études
Victor Arrey Nkongho Mengot naît le 20 août 1958 à Mbinjong, une localité située dans le département de la Manyu dans la région du Sud-Ouest du Cameroun. Il fréquente l'école presbytérienne de Mbinjong entre 1963 et 1969, puis à l'école presbytérienne de Buéa entre 1969 et 1970. Il entre ensuite au lycée de Mamfé où il étudie jusqu'en 1975 avant de s'envoler pour la Sierra Leone, où il obtient le diplôme d'ingénieur en génie civil à l'Université de Fourah Bay.

### Carrière
La carrière professionnelle de Victor Array Nkongho Mengot commence en Sierra Leone. Il y est enseignant-chercheur à l'Université jusqu'en 1983. Il intègre ensuite la Société d’Études pour le Développement de l’Afrique (SEDA) où il occupera le poste de chef de la division Études Techniques de Structures de Bâtiments.
Il occupera, par la suite, successivement les postes de Chargé d’Études à la Direction des Bâtiments et des Équipements Collectifs et de Directeur Technique à la Direction Général des Grands Travaux du Cameroun (DGTC) avant d'intégrer l'Agence de Régulation des Marchés Publics (ARMP). Il entre au gouvernement le 22 septembre 2006 en tant que Ministre Chargé de Mission à la Présidence de la République sous le premier ministre Ephraïm Inoni.